# Manchester Trophy 1996
Il Manchester Trophy 1996 è stato un torneo di tennis facente parte della categoria ATP Challenger Series nell'ambito dell'ATP Challenger Series 1996. Il torneo si è giocato a Manchester in Gran Bretagna dal 15 al 21 luglio 1996 su campi in erba.

## Vincitori

### Singolare
Ben Ellwood ha battuto in finale  Fernon Wibier con il punteggio di 6–4, 6–4

### Doppio
Maks Mirny /  Lior Mor hanno battuto in finale  Dick Norman /  Fernon Wibier con il punteggio di 7–5, 7–6